# Den (Comic)
Den ist die Titelfigur einer Comic-Reihe, die von Richard Corben gezeichnet und geschrieben wurde. Der junge David Ellis Norman, der in eine andere Welt gerät, in der er ein muskulöser Held ist, tauchte erstmals 1968 in einem animierten Kurzfilm auf. Die erste Comicveröffentlichung erfolgte erst fünf Jahre später.

## Handlung
David Ellis Norman wacht in einer wüstenähnlichen Welt auf und kann sich nur noch an seine Initialen „DEN“ erinnern. Während seines Aufenthaltes in dieser Welt namens Nirgendwo trifft er auf einige Personen: Katherine „Kath“ Wells wurde genau wie Den nach „Nirgendwo“ gebracht, wo sie einen anderen Körper hatte. Die rote Königin will mithilfe des Loc-Nars, eines Zepters von großer Macht, den großen Uluhtc (Cthulhu rückwärts gelesen) beschwören, um das ganze Universum zu regieren. Sie und Den hatten eine Beziehung, nachdem er sie gerettet hat.

## Veröffentlichung
Die Figur des Den trat erstmals im animierten Kurzfilm Neverwhere aus dem Jahr 1968 auf. Die erste Comicveröffentlichung von Den erfolgte 1973 im Underground-Magazin Grim Wit. Das Magazin Métal Hurlant veröffentlichte Den ab 1975. Drei Jahre später gab der Volksverlag mit zwei Alben der Reihe die ersten deutschsprachigen Abenteuer heraus. 1987 veröffentlichte der Raymond Martin Verlag ebenfalls zwei Alben. In der vom Carlsen Verlag herausgegebenen Reihe Die phantastische Welt des Richard Corben erschienen in den Jahren 1991 und 1992 insgesamt vier Den-Alben.

## Bedeutung
Andreas C. Knigge sieht in Den „ein Meisterwerk der Fantasykunst“. Für Harald Havas ist Den Corbens „berühmtestes Werk“. Für Corben bedeuteten die Arbeiten an Den eine Umstellung, da er bis dato überwiegend in Schwarz-weiß gezeichnet hatte.